# Christusbruderschaft Falkenstein

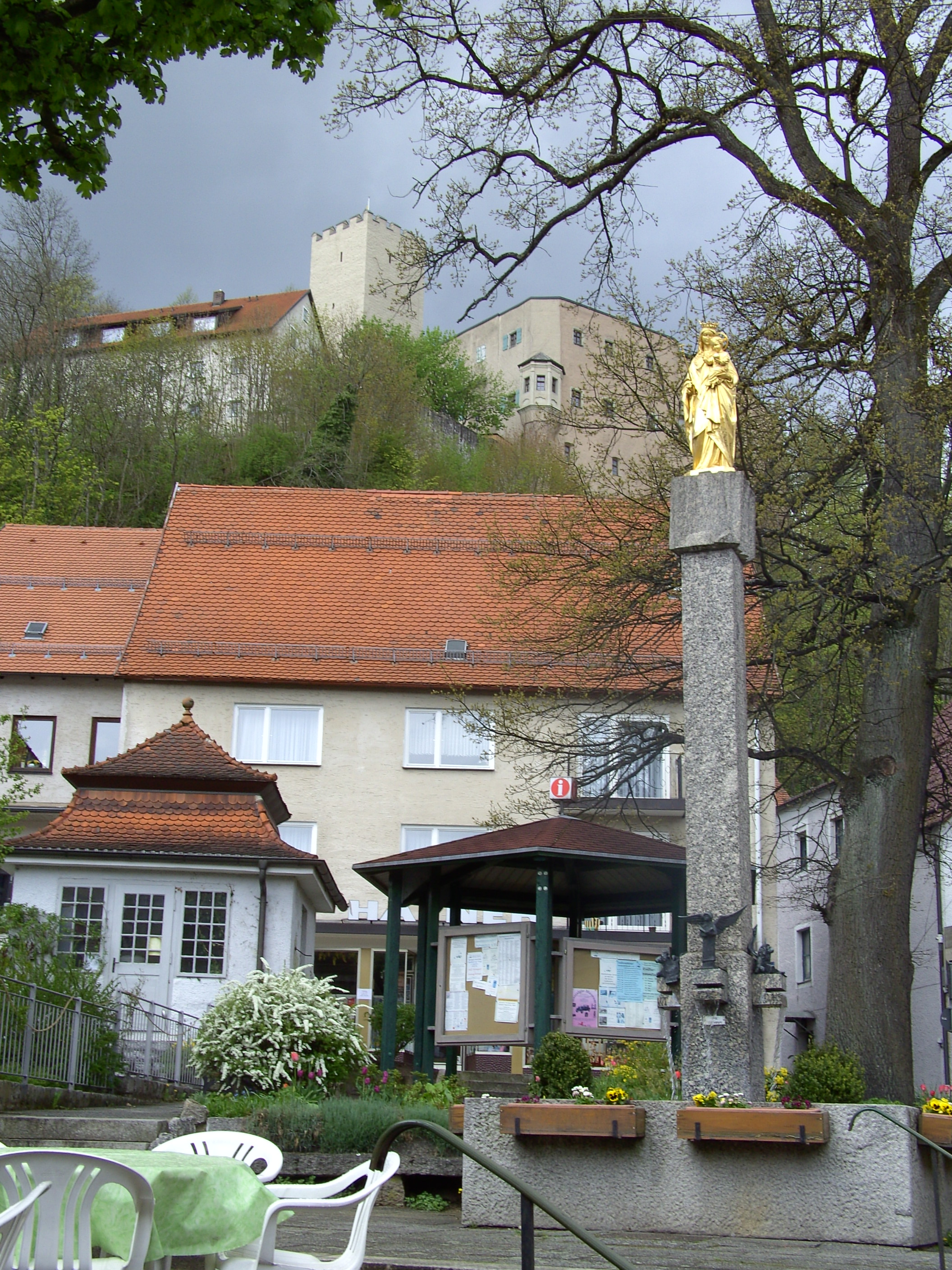
Markt Falkenstein: Blick zur Burg von der Mariensäule am Marktplatz

Die Christusbruderschaft Falkenstein e. V. ist eine kleine evangelisch-lutherische Ordensgemeinschaft. Die Kommunität ist in Falkenstein in der Oberpfalz beheimatet und der Evangelisch-Lutherischen Kirche in Bayern zugeordnet.

## Geschichte
1984 verließen 21 Mitglieder die Communität Christusbruderschaft Selbitz und ließen sich in Markt Falkenstein nieder. Hier gründeten sie den eingetragenen Verein Christusbruderschaft Falkenstein e. V. In den Jahren 1990–1993 wurde an das frühere alte Krankenhaus ein geräumiger Neubau angefügt. Heute besteht die Kommunität aus 15 Ordensschwestern und sieben Ordensbrüdern, die überwiegend in der Missionsarbeit tätig sind. Das Mutterhaus ist in Falkenstein beheimatet, hier hat auch die Vereinsleitung ihren Sitz.

## Angebote
Neben der Missionsarbeit werden regelmäßig Bibelfreizeiten sowie Jugend- und Familienfreizeiten angeboten. Aus diesem Grund verfügt die Kommunität über ein Gästehaus. Darüber hinaus stehen im Programm Tagungen und Gottesdienste. Für junge Menschen wird die Möglichkeit geboten, als Ferienhelfer tätig zu sein oder ein Freiwilliges Soziales Jahr zu leisten.

## Spiritualität und Selbstverständnis
Die Ordensmitglieder legen ein Ordensgelübde nach den Evangelischen Räten ab, dem zufolge sie ihren Dienst in Armut, Keuschheit und im Gehorsam versehen wollen. Hierzu bestehen acht Leitlinien:

„Jeder Mensch ist erlösungsbedürftig, allein die Heilige Schrift, Christus allein, allein aus dem Glauben, allein aus Gnade, die Heilige Taufe, das Heilige Abendmahl und das Priestertum aller Gläubigen.“